# Agencia Andaluza del Agua

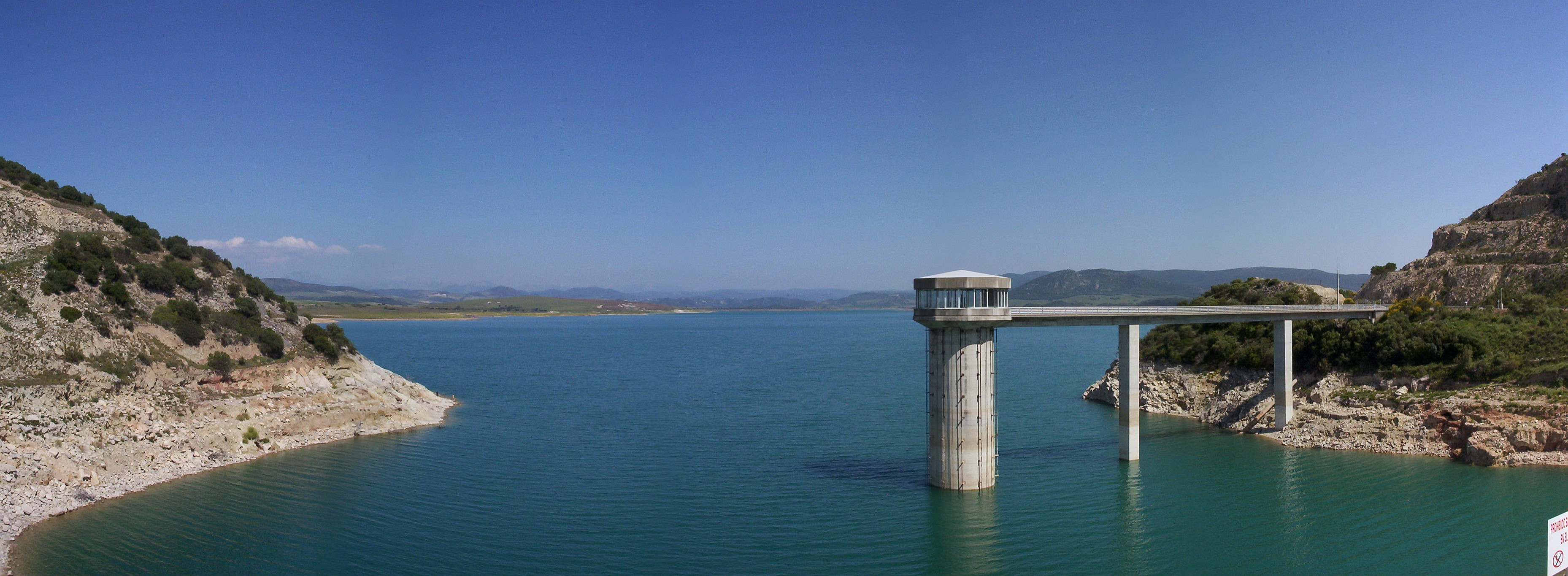
Embalse de Guadalcacín provincia de Cádiz

La Agencia Andaluza del Agua, creada el 1 de enero de 2005 y extinta en 2011, era un organismo autónomo que dependía de la Consejería de Medio Ambiente de la Junta de Andalucía, y tenía como labor coordinar y desarrollar todas las competencias de ésta en asuntos de aguas. Por primera vez en su historia, con la creación de esta agencia, Andalucía contaba con los recursos necesarios para desarrollar políticas de aguas adecuadas sobre los principios de sostenibilidad, calidad, garantía de abastecimiento y respeto al medio ambiente. 
También el 1 de enero de 2005, la antigua Confederación Hidrográfica del Sur, actualmente Dirección General de la Cuenca Mediterránea Andaluza, pasó a ser competencia de la Junta de Andalucía. Un año más tarde, el 1 de enero de 2006 se constituyó la Dirección General de la Cuenca Atlántica Andaluza, la cual abarcaba las cuencas de los ríos Guadalete, Barbate, Tinto, Odiel, Piedras y Chanza.
Con estas incorporaciones, Andalucía asumió plenas competencias en la gestión del agua y el dominio público hidráulico en el litoral andaluz, así como sobre canales y regadíos, y sobre las aguas subterráneas cuando el aprovechamiento de las mismas afecte solo al territorio andaluz.
Esta agencia desapareció en 2011, tras la reorganización del sector público realizada por la Junta de Andalucía,  quedando integrada sus competencias en una nueva dirección general, de la Consejería de Agricultura, Pesca y Desarrollo Rural.

## Estructura orgánica

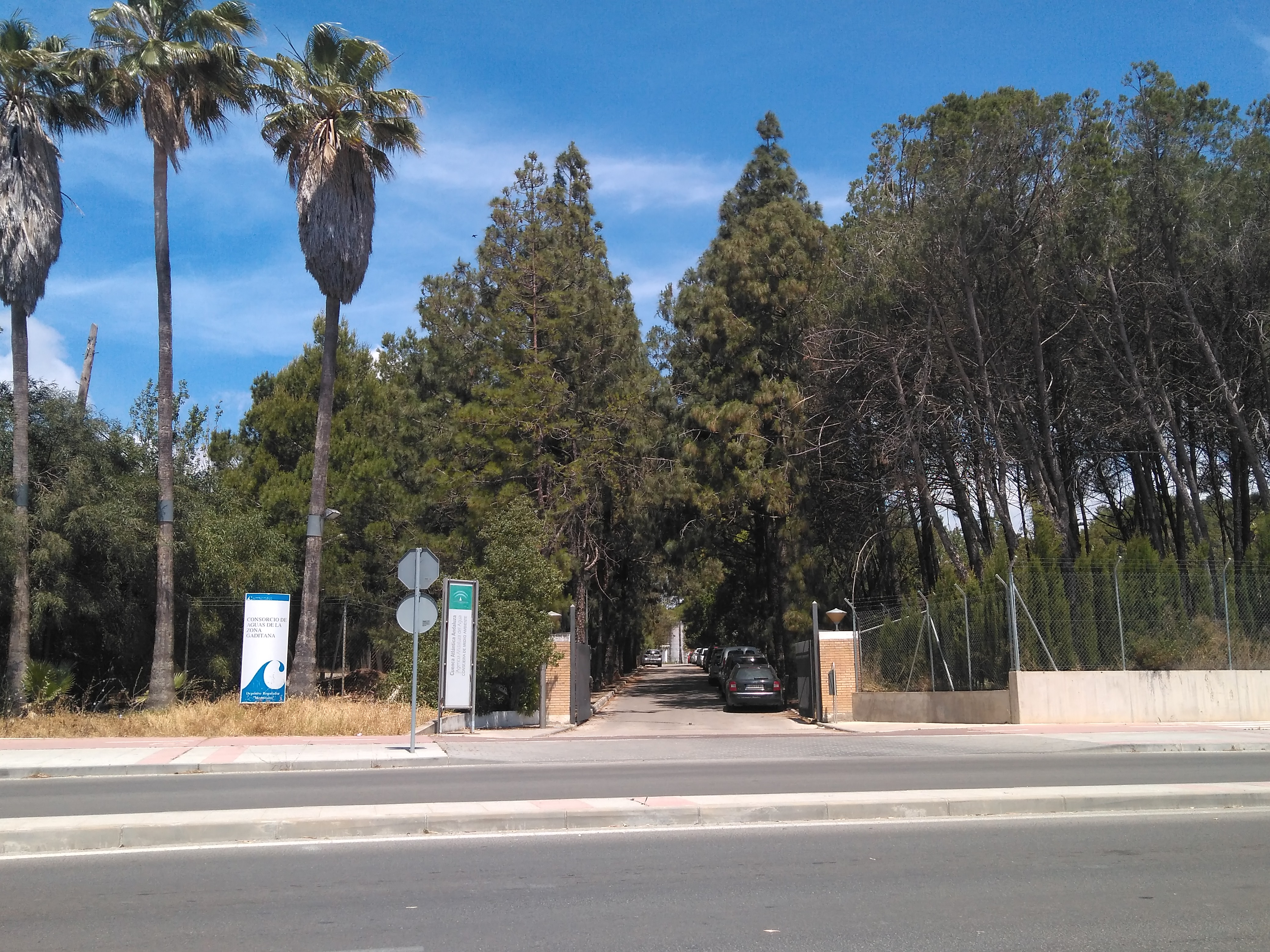
Oficinas

La Agencia Andaluza del Agua se estructuraba en los siguientes órganos de gobierno y gestión:
- Presidencia
- Comisión del Agua en la Cuenca Mediterránea Andaluza y en la Cuenca Atlántica Andaluza
- Dirección Gerencia
  - Dirección General de Planificación y Gestión
  - Dirección General de la Cuenca Mediterránea Andaluza
  - Dirección General de la Cuenca Atlántica Andaluza
  - Instituto del Agua de Andalucía

## Distritos hidrográficos

### Distrito Hidrográfico Mediterráneo

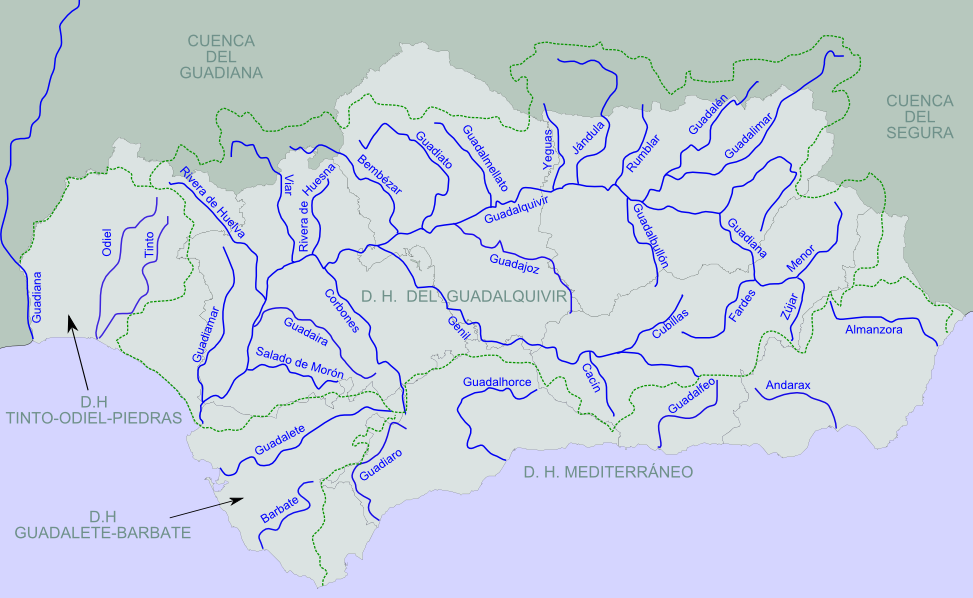
Principales ríos y distritos hidrográficos de Andalucía.

El Distrito Hidrográfico Mediterráneo es el organismo integrado en la Agencia Andaluza del Agua y que tiene como objetivo dar respuesta a las necesidades hidrográficas en el litoral mediterráneo de Andalucía. 
La cuenca se extiende, en una franja de 50 kilómetros de ancho y 350 de longitud, desde los municipios de Tarifa y Algeciras hasta la desembocadura del río Almanzora, teniendo ésta una extensión de 18.425 km² de superficie.

### Distrito Hidrográfico Tinto-Odiel-Piedras
El Distrito Hidrográfico Tinto-Odiel-Piedras tiene una superficie de 6.871 km². Con respecto a los recursos hídricos disponibles en la cuenca es necesario destacar la existencia de uno de los sistemas de regulación más potentes de Andalucía, ascendiendo la capacidad total de los embalses a 2.759,2 hectómetros cúbicos en un total de 14 pantanos de gran envergadura, todos ellos transferidos a la Junta de Andalucía.

### Distrito Hidrográfico Guadalete-Barbate
El Distrito Hidrográfico Guadalete-Barbate tiene una superficie de 6.445 km².

### Distrito Hidrográfico del Guadalquivir
El nuevo Estatuto de Andalucía asume como competencia exclusiva la cuenca del Guadalquivir que transcurra por su territorio y no afecte a otro territorio. La transferencia se hará efectiva a partir del 1 de julio de 2008, aunque ha sido recurrida por la Junta de Extremadura ante el Tribunal Constitucional. La Junta prevé la creación de la Cuenca Andaluza del Guadalquivir, que permitirá tanto la unidad de cuenca como la planificación de la misma en lo que respecta a las aguas que discurren por la comunidad autónoma. Este órgano asumirá las funciones de la Confederación Hidrográfica del Guadalquivir, aunque esta institución estatal no desaparecerá, pero tendrá un protagonismo menor. En 2011 desaparece la Agencia Andaluza del Agua, quedando la CHG como ha funcionado siempre.